# Scirpophaga xantharrenes
Scirpophaga xantharrenes là một loài bướm đêm trong họ Crambidae.